# Yvonne Fayard
Yvonne Fayard (* 6. November 1911 in Paris; † 8. März 1992 ebenda) war eine französische Tischtennis-Nationalspielerin. Sie wurde in den 1930er Jahren achtmal französische Meisterin.

## Erfolge
Yvonne Fayard gewann 1930, 1932 und 1933 die französische Meisterschaft im Einzel. Im Doppel siegte sie 1932 mit Maggie Beyt und 1933 mit Monique Ravigneau, den Titel im Mixed holte sie 1931 mit Frich, 1932 mit Raymond Verger und 1933 mit Henri Bolelli. 1934 wurde sie für die Weltmeisterschaft nominiert. Dabei besiegte sie im Länderkampf gegen Deutschland Annemarie Hähnsch. 1934 beendete sie ihre aktive Laufbahn.

## Familie
Yvonnes Vater war Joseph-Arthème Fayard (1866–1936), Gründer des französischen Fayard-Verlages. Ihr Bruder war der Schriftsteller, Journalist und Verlagsleiter Jean Fayard. Im März 1936 heiratete Yvonne Fayard den Bankier Marcel Wiriath (1898–1974), Präsident der französischen Bank Crédit Lyonnais. Aus der Ehe gingen drei Söhne hervor.